# Gabriel Sundukian
Gabriel Sundukian (orm. Գաբրիել Սունդուկյան; ur. 29 czerwca/11 lipca 1825 r. w Tyflisie, zm. 29 marca 1912 r. tamże) – ormiański pisarz i dramaturg, jeden z najważniejszych twórców dramatu ormiańskiego w XIX i na początku XX wieku. Pierwszy ormiański dramaturg-przedstawiciel realizmu.

## Życiorys

### Młodość i lata nauki
Jego ojciec Mkrtum Sundukian był zamożnym kupcem. Zmarł, gdy przyszły pisarz miał sześć lat, pozostawiając żonę i trójkę dzieci – Gabriela, Mikajela i Chripsime. Początkową edukację odebrał w prywatnej szkole Hakoba Dżrpetiana, gdzie oprócz przedmiotów ogólnych poznawał klasyczny i współczesny język ormiański, natomiast żona właściciela szkoły uczyła go francuskiego i włoskiego. Po pięciu latach nauki w tej placówce przeniósł się na dwuletni kurs do prywatnej szkoły braci Arzanowów, przeznaczonej dla chłopców z rodzin szlacheckich, gdzie biegle nauczył się języka rosyjskiego. Umożliwiło mu to w 1840 r. zdanie egzaminu do rosyjskiego gimnazjum w Tyflisie. W 1846 r. ukończył gimnazjum i jako jeden z sześciu uczniów w swoim roczniku otrzymał stypendium na naukę na Cesarskim Uniwersytecie w Petersburgu, na wydziale filologicznym i studiów wschodnich. Po ukończeniu nauki miał zostać zatrudniony jako tłumacz w kancelarii namiestnika Kaukazu. 
Podczas studiów opanował języki arabski, turecki i perski, a zasadom wersyfikacji w poezji perskiej poświęcił swoją pracę dyplomową obronioną w 1850 r. Podczas studiów poznawał dramat rosyjski, czytając sztuki i uczęszczając na spektakle w petersburskich teatrach, czytał również Szekspira, Victora Hugo i Friedricha Schillera. Wielki wpływ na niego miała twórczość Nikołaja Gogola. Z Victorem Hugo nawiązał korespondencję, podobnie jak z innym francuskim pisarzem Alexandrem Dumasem synem. W Petersburgu zaprzyjaźnił się również z rosyjskim dramaturgiem Aleksandrem Ostrowskim.
Po obronie pracy dyplomowej wrócił do Tyflisu i podjął pracę tłumacza w kancelarii namiestnika Kaukazu. 

### Dalsze życie

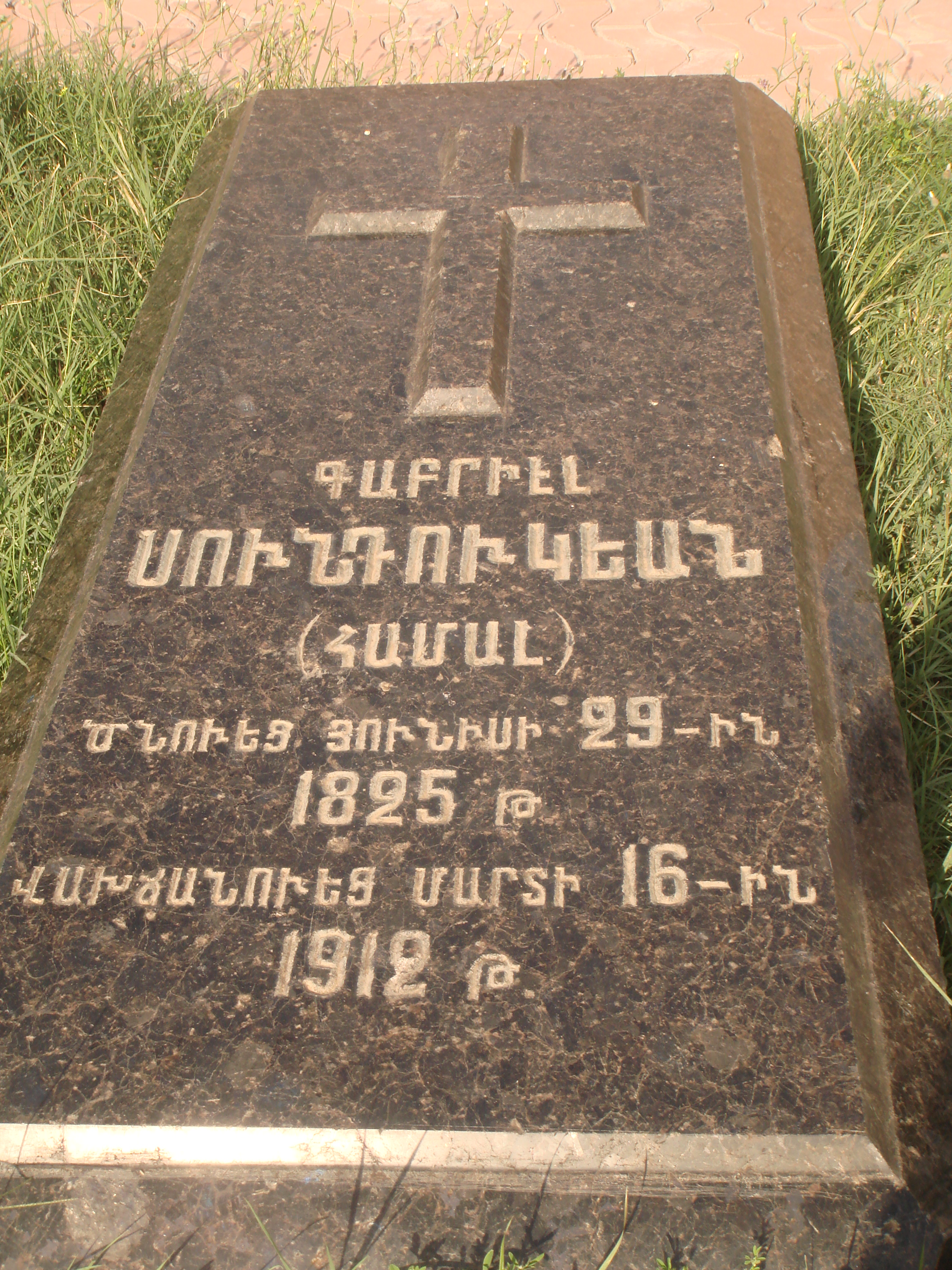
Nagrobek Gabriela Sundukiana na cmentarzu Chodżiwank w Tbilisi, w panteonie ormiańskich twórców

W latach 1851–1853 Gabriel Sundukian pracował w Tyflisie jako tłumacz, równocześnie nieodpłatnie nauczając geometrii w szkole ormiańskiej założonej w 1824 r. przez miejscowego ormiańskiego biskupa Nersesa. W 1853 r. został jednak pozbawiony stanowiska tłumacza i skierowany do Derbentu, gdzie objął stanowisko inspektora ds. architektury i budownictwa. Według niektórych źródeł przyczyną odsunięcia go od dotychczasowej pracy były postępowe poglądy, Sundukian jeszcze w Petersburgu poznał i przyjął idee radykalnej rosyjskiej inteligencji demokratycznej. Dzięki pomocy gruzińskiego arystokraty i poety Grigola Orbelianiego, w 1858 r. Sundukianowi umożliwiono powrót do Tyflisu i podjęcie pracy w administracji kolejowej. Pracę tę Sundukian wykonywał do 1907 r. Zarobki uzyskiwane na posadzie urzędniczej były podstawą jego utrzymania, gdyż jego twórczość literacka i wystawienia kolejnych sztuk nie przynosiły mu żadnych pieniędzy. Część swojego wynagrodzenia Sundukian przekazywał na cele charytatywne, wspierał też ubogich aktorów i ich rodziny. 

## Twórczość
W 1863 r. zadebiutował jako dramaturg, wystawiając sztukę Giszerwan sabyr chere, farsę z elementami krytyki społecznej (w utworze pojawiały się motywy małżeństwa i nierówności społecznych). Słabe recenzje utworu na łamach lokalnej prasy zniechęciły go do tworzenia i wystawienia kolejnego dramatu na kolejne trzy lata. Dopiero w 1866 r. wystawione zostały jego dwie kolejne farsy, Chatabala i Oskan Pietrowicz en kirkume, obie poruszające tematy małżeństwa, aranżowanych związków, posagu. Kolejny dramat, Ew ajln kam ar Diogenese z 1869 r. również opowiada o małżeństwie – konflikcie między ojcem, który chce ożenić syna z bogatą dziedziczką, i synem, który planuje ucieczkę z ukochaną, nisko urodzoną dziewczyną.

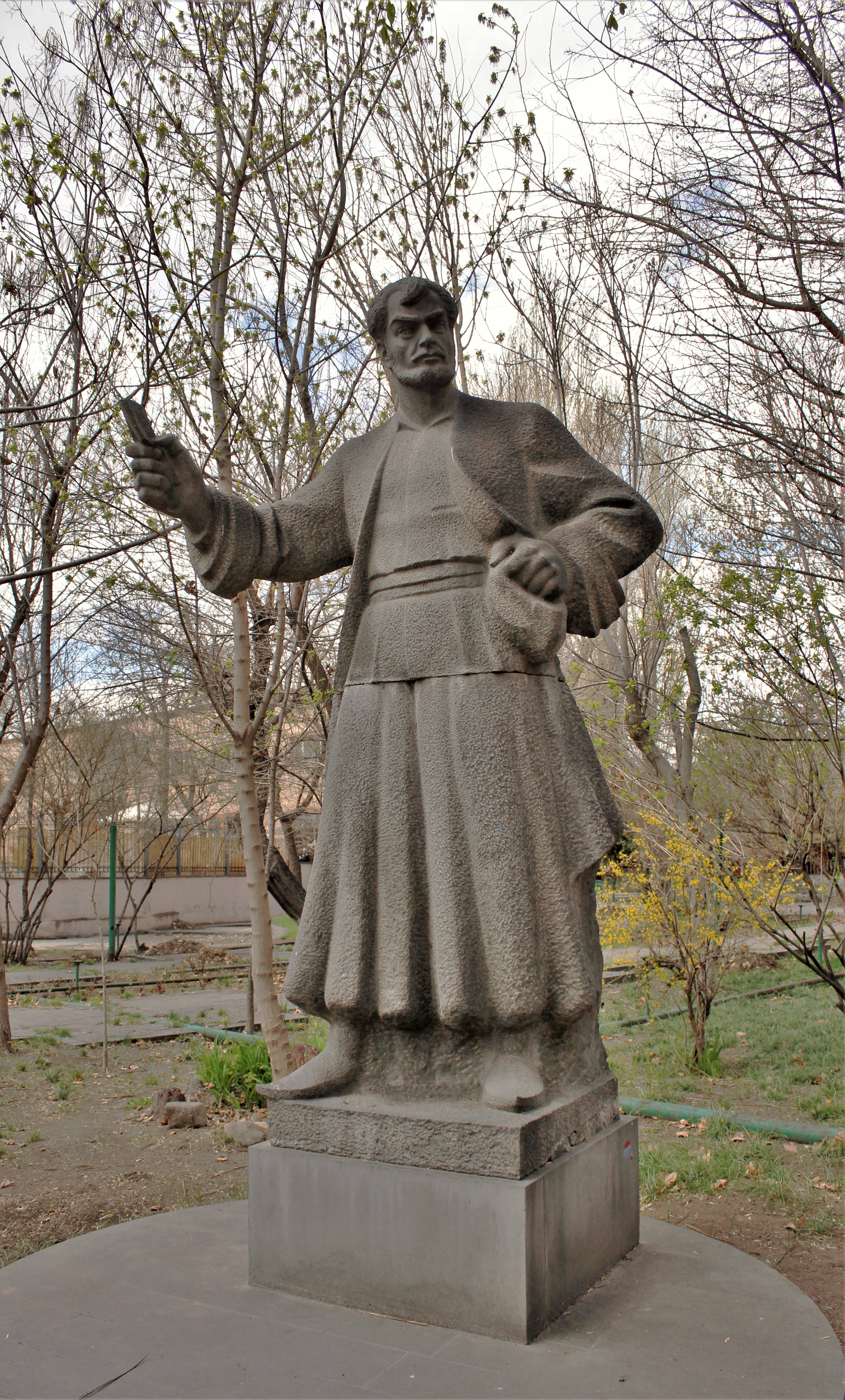
Pomnik Pepo, tytułowego bohatera dramatu Gabriela Sundukiana, w Parku Angielskim w Erywaniu

W 1871 r. Sundukian po raz pierwszy ukończył i wystawił sztukę utrzymaną w poważniejszym tonie. Dramat Pepo to historia ubogiego rybaka, który powierzył posag córki lichwiarzowi Zimzimowowi. Na scenie ukazana zostaje uczciwość prostego człowieka w kontraście z oszustwami bogatego lichwiarza, dramat staje się obrazem konfrontacji klasowej. Pepo przyniósł Sundukianowi największą sławę. W podobnym nurcie realistycznej krytyki społecznej, uderzającej we współczesny kapitalizm i związane z nim stosunki społeczne, utrzymane były sztuki Kanduats odżach (Zrujnowana rodzina; premiera w 1873), Eli mek zoh (Kolejna ofiara; 1884 i 1888) oraz nowa wersja dramatu Chatabala. W dramatach Amusinner (Małżonkowie; 1893), Baghnesi Boczcha (1907) i Ser ew azatutiwn (1910) łączył tematykę małżeństwa z kwestiami społecznymi. Bohaterka Małżonków postanawia zostawić męża, który jej nie kocha. Wątek miłości jako fundamentu szczęśliwego małżeństwa zostaje połączony z krytyką sytuacji, w której mąż jest uprzywilejowany przy rozwodzie, niezależnie od jego okoliczności. Bohaterowie dzieł Sundukiana to często ubodzy ludzie sprzeciwiający się zepsuciu i silne kobiety walczące o swoje prawa w patriarchalnym społeczeństwie. Ostatni dramat, Ktak, Sundukian przygotowywał do druku jeszcze na kilka dni przed śmiercią, został on wydany w 1912 r. Realistyczne, społecznie zaangażowane sztuki Sundukiana porównywane są do twórczości Gogola i Ostrowskiego. 
Obok dramatów Gabriel Sundukian pisał również satyryczne artykuły prasowe, które publikował pod pseudonimem „Hennel” (Tragarz).
Gabriel Sundukian pisał w lokalnym tbiliskim dialekcie języka ormiańskiego, jedynie dramat Amusinner napisał w dialekcie wschodnioormiańskim, przyjętym następnie jako podstawa języka literackiego. Sam reżyserował wiele wystawień swoich sztuk, zarówno w języku ormiańskim, jak i przez trupy gruzińskie, które grały jego dramaty na scenach Tbilisi i Kutaisi. Do 1874 r. jego dramaty wystawiał Teatr Państwowy w Tyflisie. Gdy w 1874 r. uległ on zniszczeniu w pożarze, inscenizacje sztuk Sundukiana odbywały się w różnych klubach, na scenach szkolnych lub nawet w miejskich parkach. Wielokrotnie były owacyjnie przyjmowane, a ich autor zyskał wielu wielbicieli. Sundukian wzywał do demokratyzacji teatru, widział dla niego ważną rolę w procesie edukowania społeczeństwa. Dramat Pepo nadal zajmuje szczególne miejsce w kulturze Armenii i diaspory, jest regularnie wznawiany przez teatry w Armenii. Imię Gabriela Sundukiana nosi Państwowy Teatr Akademicki w Erywaniu.   

## Życie prywatne
W 1863 r. ożenił się z Sofią Mirimanian. Mieli pięcioro dzieci.